# Ivette Fuentes
Ivette Fuentes (7 de octubre de 1972) es una profesora de Física Matemática en la Universidad de Nottingham y profesora de Óptica Cuántica Teórica en la Universidad de Viena. Su trabajo considera la mecánica cuántica fundamental, la óptica cuántica y la astrofísica. Está interesada en cómo la teoría cuántica de la información puede hacer uso de los efectos relativistas.

## Biografía
Fuentes nació y creció en México. Mientras estaba en la escuela secundaria, estaba interesada en la danza y consideró convertirse en bailarina de ballet profesional. Estudió física en la Universidad Nacional Autónoma de México y se graduó en 1997. Trabajó con Deborah Dultzin en galaxias Seyfert. Mientras estuvo en la UNAM Fuentes ganó un concurso para pasar un verano en Fermilab y decidió que quería seguir trabajando en física. Fuentes obtuvo su doctorado en el Imperial College de Londres en 2003 bajo la supervisión de Peter Knight y Vlatko Vedral.Se trasladó al Instituto Perimeter de Física Teórica como becaria postdoctoral, donde trabajó hasta 2006. En 2004 fue seleccionada como investigadora junior de la Universidad de Oxford y se unió al Mansfield College de Oxford.Fue nombrada beca Alexander von Humboldt para unirse a la Universidad Técnica de Berlín.

### Investigación y carrera
Fuentes está trabajando en nuevas formas de almacenar y utilizar la información utilizando sistemas cuánticos. Busca usar mecánica cuántica relativista para mejorar tareas de información como la criptografía cuántica y la teletransportación cuántica. Ella demostró un termómetro cuántico que podía medir la temperatura de los condensados Bose-Einstein.Fuentes fue galardonado con una Beca de Aceleración Profesional del Consejo de Investigación de Ingeniería y Ciencias Físicas y se unió a la Universidad de Nottingham.
En 2015 Fuentes se unió a la Universidad de Viena, donde es miembro del grupo teórico de óptica cuántica. Se le concedió financiación del Instituto de Cuestiones Fundacionales para estudiar teoría cuántica. En 2017 Fuentes cofundó el Instituto Penrose, una organización que busca probar las ideas científicas de Roger Penrose. A diferencia de muchos otros físicos prominentes, Fuentes rechazó el apoyo financiero de Jeffrey Epstein, citando razones éticas.
Fuentes ha hablado en New Scientist Live, donde habló sobre la construcción de equipos para la teletransportación cuántica. Ha trabajado con el artista expresionista Benjamin Arizmendi en un proyecto de arte y ciencia titulado "La estética del enredo".

## Publicaciones
- Fuentes-Schuller, Ivette (2005-09-14). "Alice cae en un agujero negro: enredo en marcos no inerciales". Cartas de revisión física. 95 (12): 120404. arXiv:quant-ph/0410172. Bibcode:2005PhRvL..95l0404F. doi:10.1103/PhysRevLett.95.120404. PMID 16197056. S2CID 6916397
- * Fuentes-Schuller, Ivette (2006-09-20). "Enredo de campos Dirac en marcos no inerciales". Revisión física A. 74 (3): 032326. arXiv:quant-ph/0603269. Bibcode:2006PhRvA..74c2326A.doi:10.1103/PhysRevA.74.032326. S2CID 32704515.
- Fuentes-Schuller, Ivette (2003-04-23). "Fase geométrica en sistemas abiertos". Cartas de revisión física. 90 (16): 160402. arXiv:quant-ph/0301037. Bibcode:2003PhRvL..90p0402C.doi:10.1103/PhysRevLett.90.160402. PMID 12731961. S2CID 17339486.